# Joseph C. Wright
Joseph C. Wright (Chicago, 19 agosto 1892 – Oceanside, 24 febbraio 1985) è stato uno scenografo statunitense.

## Filmografia (parziale)
- An Old Sweetheart of Mine, regia di Harry Garson (1923)
- La capanna dello zio Tom (Uncle Tom's Cabin), regia di Harry A. Pollard (1927)
- La bella preda (Ransom), regia di George B. Seitz (1928)
- Ragazza selvaggia (Wild Girl), regia di Raoul Walsh (1932)
- La volontà occulta (The Garden Murder Case), regia di Edwin L. Marin - associato (1936)
- Rose Marie, regia di W.S. Van Dyke II - art director associato (1936)
- Rosalie, regia di W. S. Van Dyke (1937)
- Il canto del fiume (Swanee River), regia di Sidney Lanfield (1939)
- Notti argentine (Down Argentine Way), regia di Irving Cummings (1940)
- La palude della morte, (Swamp Water) regia di Jean Renoir (1941)
- Tre settimane d'amore (Weekend in Havana), regia di Walter Lang (1941)
- Michael Shayne e l'enigma della maschera (Dressed to Kill), regia di Eugene Forde (1941)
- Squilli di primavera (Stars and Stripes Forever), regia di Henry Koster - scenografia (1952)
- Gli uomini preferiscono le bionde (Gentlemen Prefer Blondes), regia di Howard Hawks - scenografia (1953)

## Premi e riconoscimenti
Ebbe 12 nomination all'Oscar alla migliore scenografia vincendo due volte:
- 1943 per Sono un disertore
- 1943 per Follie di New York